# Episodi di Giorno per giorno (serie televisiva 2017) (quarta stagione)
La quarta e ultima stagione della serie televisiva Giorno per giorno viene trasmessa negli Stati Uniti sul canale Pop TV dal 24 marzo 2020. ed è stata mandata in onda contemporaneamente su Logo TV e TV Land. Il 20 marzo 2020 è stato annunciato che la produzione è stata sospesa a causa della pandemia di COVID-19 del 2019-2021. Il 28 aprile 2020, è stato mandato in onda l'ultimo episodio del 2020. Tuttavia, ci sono piani per uno speciale animato. Il 14 maggio 2020 è stato annunciato che lo speciale animato intitolato The Politics Episode, pubblicato il 16 giugno 2020.
| n° | Titolo originale        | Titolo italiano | Pubblicazione USA | Pubblicazione Italia |
| -- | ----------------------- | --------------- | ----------------- | -------------------- |
| 1  | Checking Boxes          |                 | 24 marzo 2020     |                      |
| 2  | Penny Pinching          |                 | 31 marzo 2020     |                      |
| 3  | Boundaries              |                 | 7 aprile 2020     |                      |
| 4  | One Halloween at a Time |                 | 14 aprile 2020    |                      |
| 5  | Perfect                 |                 | 21 aprile 2020    |                      |
| 6  | Supermoon               |                 | 28 aprile 2020    |                      |
| 7  | The Politics Episode    |                 | 16 giugno 2020    |                      |

## Checking Boxes
- Diretto da: Pamela Fryman
- Scritto da: Gloria Calderón Kellett e Mike Royce

### Trama
Elena parla con sua madre dell'importanza del censimento per la comunità latina. Penelope prova ad avere nuovamente appuntamenti mentre Elena e Syd considerano il futuro della loro relazione quando andranno al college. 
- Ascolti USA: telespettatori 124 000[6][7]

## Penny Pinching
- Diretto da: Phill Lewis
- Scritto da: Dan Signer

### Trama
Schneider prova ad insegnare a Penelope a non essere troppo severa con i soldi dopo che Penelope imbarazza Alex di fronte alla sua nuova ragazza, Nora. Nel frattempo, Elena prova ad andare ad una partita di Overwatch League mentre porta Alex e Lydia a fare commissioni, e portando il Dr. Berkowitz alla partita con lei. Dopo che Lydia ed Alex tornano dalle loro commissioni, vanno alla partita con Elena e il Dr. Berkowitz, ma la loro auto si rompe e il portatile di Elena viene rubato.
- Ascolti USA: telespettatori 169 000[8][9]

## Boundaries
- Diretto da: Phill Lewis
- Scritto da: Brigitte Muñoz-Liebowitz

### Trama
Alex sorprende Penelope mentre lei si masturba, e Penelope prova ad insegnare ad Alex che è completamente normale masturbarsi, invece Lydia crede che sia un peccato. Alex si lamenta di non avere limiti in famiglia, e Penelope gli dice che non dovrebbero esserci limiti. Lydia decide di adescare uomini su un'app online per far ottenere Penelope un appuntamento. Quando Penelope lo scopre, lei decide che dovrebbero esserci dei limiti, il che fa arrabbiare Lydia. 
- Ascolti USA: telespettatori 157 000[10][11]

## One Halloween at a Time
- Diretto da: Phill Lewis
- Scritto da: Vincent Brown

### Trama
Lydia trova un test di gravidanza nella spazzatura e pensa che Penelope sia incinta, quindi Lydia e il Dr. Berkowitz provano a spiare Penelope e Max. Quando Lydia scopre che il test non è di Penelope, sospettano che sia di Nora e vanno a casa sua. Nel frattempo, Elena e Syd vanno da porta a porta per parlare del cambiamento climatico, ma ricevono solamente dei dolcetti. Schneider e Avery provano a trovare il miglior costume da indossare per vincere una gara di costumi di Halloween. Dopo che Lydia e Penelope scoprono che Nora non è incinta, viene rivelato che il test di gravidanza in realtà appartiene ad Avery, che è incinta. 
- Ascolti USA: telespettatori 164 000[12][13]

## Perfect
- Diretto da: Angela Barnes Gomes
- Scritto da: Alison Wong

### Trama
Penelope si preoccupa dopo che Alex chiede 500 dollari, solo per scoprire che Alex vuole prendere lezioni di fashion design. Lydia e Penelope scoprono che Alex ha mentito sulle lezioni perché ha fallito nel creare jeans durante la prima lezione, ed ha paura di fallire ancora, ma viene convinto da Penelope a riprovarci. Elena inizia a preoccuparsi che non sarà in grado di scrivere un buon saggio per Yale. Schneider e Avery si spaventano di perdere l'amore per l'un l'altro dopo che il Dr. Berkowitz racconta loro del suo fallito matrimonio mentre consegna ai due un regalo, e iniziano a discutere. 
- Ascolti USA: telespettatori 138 000[14][15]

## Supermoon
- Diretto da: Michael Shea
- Scritto da: Erin Foley

### Trama
Schneider decora il tetto per una persona sconosciuta, e Alex ed Elena provano a scoprire per chi è. Alex celebra l'anniversario dei tre mesi con Nora e rivela che è spaventato del fare sesso con lei perché teme che la loro relazione finirà come quella di sua madre e suo padre. Elena e Syd sono spaventate sulle loro cotte dopo che Elena rivela di avere una cotta per una dipendente alla caffetteria, e Syd nomina le loro cotte delle celebrità senza esitazione. Penelope dice a Max che non vuole sposarlo dopo ciò che è successo con il suo ex marito. È rivelato che le decorazioni sono per Lydia, dato che decide di spargere le ceneri di Berto sul giardino del tetto dove Berto andava sempre.
- Ascolti USA: telespettatori 187 000[16][17]